# Туюка
Туюка (Dochkafuara, Tejuca, Tuyuca, Tuyuka, Dojkapuara, Doxká-Poárá, Doka-Poara, Tuiuca) — туканский язык (похож на язык тукано), на котором говорит народ туюка. У туюка есть две разновидности: поканга (Bará, Bara Sona, Barasano, Bará-Tukano, Pakang, Pokangá, Pokangá-Tapuya, Waipínõmakã), распространённый в районе реки Верхняя Тикье и притоках реки Ваупес штата Амазонас в Бразилии, и собственно туюка (Dochkafuara, Doka-Poara, Doxká-Poárá, Tejuca, Tuiuca, Tuyuca, Tuyuka), на котором говорят на юго-востоке Колумбии (департамент Ваупес, реки Верхняя Тикье, Инамбу и Папури, у истоков реки Комеяка), а также в резервациях Алту-Риу-Негру и Апапорис департамента Ваупес на северо-западе штата Амазонас в Бразилии.

## Фонология

### Звуки
В туюка представлены согласные /p t k b d ɡ s r w j h/ и гласные /i ɨ u e a o/.
Гласные
|                | Задний ряд | Средний ряд | Передний ряд |
| Верхний подъём | i          | ɨ           | u            |
| Средний подъём | e          |             | o            |
| Нижний подъём  |            | a           |              |

Согласные
|              | Губ.-губ. | Альвеоляр. | Палат.     | Веляр. |
| глух. взрыв. | p         | t          |            | k      |
| звон. взрыв. | b ~ m     | d ~ n      |            | ɡ ~ ŋ  |
| фрикатив.    |           | s          |            |        |
| R-образные   |           | ɺ ~ r ~ r̃  |            |        |
| аппрокс.     | w ~ w̃     |            | dʒ ~ j ~ ɲ | h ~ h̃  |

### Супрасегментные единицы
В языке туюка представлены слоговая назализация и музыкальное ударение.
Звонкие согласные /b, d, ɡ, r, w, j/ перед носовыми гласными изменяются на носовые согласные /m, n, ŋ, ɳ, w̃, j̃/ , имеющее то же место образования. Звук /j/ также может изменяться на /ɲ/ перед высоким носовым гласным. Звук /h/ перед носовым гласными также изменяется на носовой вариант.
Имеет место согласование: в слове либо все сегменты носовые, либо ни одного. При этом глухие согласные могут встречаться в обоих случаях.
Назализация может быть смыслоразличительной: /sĩã/ значит «убить», /sia/ — «связать».
В туюка различают два тона: высокий и низкий. Каждое слово содержит ровно один слог с высоким тоном.

## Морфология
Туюка, как и прочие туканские языки, — агглютинативный.

### Существительные
Существительные, обозначающие одушевлённые предметы, различаются по родам. Как правило, слова, заканчивающиеся на -i / -ɨ. соответствуют мужскому роду, на -o — женскому:
- pakɨ́ (отец) — pakó (мать)
- baí (брат) — baijó (сестра)

Суффикс -a обычно использоуется для обозначения множественного числа:
- juká (стервятник) — jukáa (стервятники)
- ãnã́ (гадюка) — ãnã́ã (гадюки)

Тем не менее, в туюка существуют слова во множественном числе, требующие дополнительного суффикса для обозначения единственного числа:
- waí (куски) — waíwɨ̃ (кусок)
- bũbĩã (бабушки) — bũbĩãwɨ̃ (бабушка)

Помимо трёх категорий одушевлённых существительных (женский и мужской род единственного числа, а также множественное число), язык туюка содержит развитую систему классификаторов неодушевлённых существительных. Каждый классификатор представлен суффиксами единственного и множественного числа, причём множественное число используется для описания более чем трёх предметов.

### Личные местоимения
Личные местоимения различаются по лицам (первое, второе, третье) и числам (единственное и множественное). Кроме того, множественное число первого лица имеет инклюзивную и эксклюзивную формы. Единственное число третьего лица делится на мужской и женский род.
| 1-е лицо | единственное число  | jɨɨ́               |
| 1-е лицо | множественное число | эксклюзивное: ɨ̃sã |
| 1-е лицо | множественное число | инклюзивное: bãdĩ |
| 2-е лицо | единственное число  | bɨ̃ɨ̃́               |
| 2-е лицо | множественное число | bɨ̃́ã               |
| 3-е лицо | единственное число  | мужской род: kɨ̃ɨ̃́  |
| 3-е лицо | единственное число  | женский род: koó  |
| 3-е лицо | множественное число | kɨ̃́ã               |

### Числительные
В разговорной речи чаще всего используются числительные 1, 2, 3, 4, 5 и 10. Прочие числительные обычно передаются либо на испанском языке, либо на пальцах. Тем не менее, в языке имеются обозначения для всех чисел от 1 до 20.
| число | перевод                                       |
| ----- | --------------------------------------------- |
| 1     | sihkaɡá                                       |
| 2     | pùaɡá                                         |
| 3     | ihtĩáɡa                                       |
| 4     | bahpáɾipa                                     |
| 5     | sihkábõhêjêpa                                 |
| 6     | sihkábõhêjêpehti ahpebò sihkaɡápêdĩpeaɾepa    |
| 7     | sihkábõhêjêpehti ahpebò pùaɡápêdĩpeaɾepa      |
| 8     | sihkábõhêjêpehti ahpebò ihtīáɡapêdĩpeaɾepa    |
| 9     | sihkábõhêjêpehti ahpebò bahpáɾipêdĩpeaɾepa    |
| 10    | pùabòhêjêpa                                   |
| 11    | pùabòpehti sihkadùhpó sihkaɡápêdĩpeaɾepa      |
| 12    | pùabòpehti sihkadùhpó pùaɡápêdĩpeaɾepa        |
| 13    | pùabòpehti sihkadùhpó ihtīáɡapêdĩpeaɾepa      |
| 14    | pùabòpehti sihkadùhpó bahpáɾipêdĩpeaɾepa      |
| 15    | pùabòpehti sihkadùhpópehtiɾepa                |
| 16    | pùabòpehti sihkadùhpópehti sihkaɡápêdĩpeaɾepa |
| 17    | pùabòpehti sihkadùhpópehti pùaɡápêdĩpeaɾepa   |
| 18    | pùabòpehti sihkadùhpópehti ihtīáɡapêdĩpeaɾepa |
| 19    | pùabòpehti sihkadùhpópehti bahpáɾipêdĩpeaɾepa |
| 20    | pùabòpehti pùadùhpópehtiɾépa                  |

### Глаголы
Особенностью глаголов в языке туюка является наличие категории эвиденциальности. Говорящий на туюка обязан использовать глагольные суффиксы, указывающие на один из пяти возможных источников информации:
- визуальное свидетельство (говорящий непосредственно видел это): díiga apéwi — он играл в футбол (я это видел);
- невизуальное сенсорное свидетельство (говорящий, например, слышал это): díiga apéti — он играл в футбол (я слышал, что была игра и что он в ней участвовал, но не видел этого);
- инференция-1 (говорящий делает вывод на основе зримых свидетельств): díiga apéji — он играл в футбол (я видел доказательства этому: отпечатки его следов на футбольной площадке);
- пересказывательность (говорящий передаёт информацию, полученную от другого человека): díiga apéjigɨ — он играл в футбол (мне об этом рассказали);
- инференция-2 (говорящий делает вывод, основываясь на собственных знаниях, мыслительной деятельности): díiga apéhĩji (он всегда в это время играл в футбол, я думаю, и в этот раз тоже).

В следующей таблице представлены суффиксы глаголов, указывающие тот или иной источник информации. Суффиксы представлены для глаголов настоящего и прошлого времени соответственно. Столбцы упорядочены по убыванию приоритета. В случае, если информация получена из нескольких источников, выбирается суффикс наиболее приоритетного источника.
|                                  | визуальное | невизуальное | инференция-1 | пересказывательность | инференция-2 |
| третье лицо, мужской род         | -i / -wi   | -gi / -ti    | -hĩi / -ji   | — / -jigɨ            | -ki / -hĩji  |
| третье лицо, женский род         | -jo / -wo  | -go / -to    | -hĩo / -jo   | — / -jigo            | -ko / -hĩjo  |
| третье лицо, множественное число | -ja / -wa  | -ga / -ta    | -hĩra / -ja  | — / -jira            | -kua / -hĩja |
| прочие                           | -a / -wɨ   | -ga / -tɨ    | — / -ju      | — / -jiro            | -ku / -hĩju  |

В будущем времени глаголы имеют следующие суффиксы:
| лицо, число, род                                      | суффикс       |
| ----------------------------------------------------- | ------------- |
| первое и второе лицо, единственное число, мужской род | -ɨdaku / -ɨda |
| первое и второе лицо, единственное число, женский род | -odaku / -oda |
| первое и второе лицо, множественное число             | -adaku / -ada |
| третье лицо, единственное число, мужской род          | -ɨdaki        |
| третье лицо, единственное число, женский род          | -odako        |
| третье лицо, множественное число                      | -adakua       |

Каждый глагол состоит как минимум из корня и эвиденциального суффикса, характеризующего субъект, время действия и источник информации. Между корнем и эвиденциальным суффиксом могут быть добавлены маркеры вида, модальности, сомнения, движения и направления, и некоторые другие. Например, глагол «он играет (визуальное свидетельство)», «apewi», может быть развит до «apebosasɨgeriwi» — «он не начинал играть для кого-то (визуальное свидетельство)». Всего в языке туюка более 40 глагольных суффиксов, однако использование более четырёх в одном слове недопустимо. Характеристики объекта на форму глагола не влияют.

## Синтаксис
Для языка туюка характерен порядок слов SOV:
| Pakɨ́ | jái   | sĩã-jígɨ́.              |
| отец | ягуар | убить-EVD.PST.SCD.3MSG |
| отец | убил  | ягуара                 |

## Комментарии
1. ↑  Числительные не могут быть использованы без классификаторов. Здесь в качестве классификатора использован суффикс -ga / -pa, используемый для счёта пальцев
2. ↑  Не существует формы настоящего времени для пересказывательности
3. ↑  Включает в себя единственное и множественное число первого и второго лица, а также неодушевлённые предметы в третьем лице
4. ↑  Отсутствует форма первого лица. Для второго лица используются те же формы, что и для третьего
5. 1 2 3  Краткая форма используется в первом лице для смыслового подчёркивания непосредственной вовлечённости в действие